# 4791 Iphidamas
4791 Iphidamas este un asteroid descoperit pe 14 august 1988 de Carolyn Shoemaker.